# Mercy (série de televisão)
Mercy é um drama, que estreou na NBC em 23 de setembro de 2009 e na FOX Life Portugal no dia 7 de Janeiro de 2010, como parte da temporada de outono de 2009. A estréia nas noites de quarta-feira em 8/7c.
O show é um drama de elenco definido no fictício Mercy Hospital, em Jersey City, Nova Jersey que se concentra em três enfermeiras. Veronica Flanagan Callahan é uma enfermeira que acaba de retornar de uma excursão de dever no Iraque, enquanto Sonia Jimenez é a melhor amiga dela e Chloe Payne é uma enfermeira novata. As partes do show são filmados no unused Barnert Hospital em Paterson, Nova Jersey.
Em 23 de outubro de 2009, Mercy teve um total de 22 episódios da primeira e única temporada, já que a série foi cancelada em maio de 2010.

## Elenco

### Principal
- Taylor Schilling como Veronica Flanagan Callahan
- Michelle Trachtenberg como Chloe Payne
- Jaime Lee Kirchner como Sonia Jimenez
- James Tupper como o Dr. Chris Sands
- Diego Klattenhoff como Mike Callahan
- Guillermo Díaz como enfermeira Ángel García
- James LeGros como o Dr. Dan Harris

### Recorrente
- Delroy Lindo como o Dr. Alfred Parks
- Kate Mulgrew como Jeannie Flanagan
- Peter Gerety como Jim Flanagan
- Michael Chernus como Ryan Flanagan
- Charlie Semine como Nick Valentino
- KK Moggie Dr. Gillian Talbot
- Margo Martindale como enfermeira Helen Klowden
- James Van Der Beek como Dr. Joe Briggs

## Produção
Tiros Exterior do hospital são tomadas na rua 4 (entre Newark Ave. Colgate e St.), em Jersey City. É o lado de trás de uma escola pública. O exterior do Bar Lucky 7 é filmado em um local, na esquina da Rua 2 e Coles, em Jersey City. O interior do bar é o Park Tavern localizado no West Side Avenue off Communipaw Avenue, em Jersey City.

## Avaliações

### Ratings de temporadas
| Temporada | Timeslot (EST)                                | Estréia              | Fim | TV Season | Rank | Telespectadores (em milhões) |
| --------- | --------------------------------------------- | -------------------- | --- | --------- | ---- | ---------------------------- |
| 1         | Quarta 8:00 P.M. (23 de Setembro, 2009 - TBA) | 23 de Setembro, 2009 | TBA | 2009–2010 | TBA  | 7.28 (à data))               |

### Avaliações
| Pedido | Episódio                              | Rating | Share | Avaliação/share (18-49) | Telespectadores (milhões) | Rank (Timeslot) | Rank (Noite) |
| ------ | ------------------------------------- | ------ | ----- | ----------------------- | ------------------------- | --------------- | ------------ |
| 1      | "Can We Get That Drink Now?"          | 5.2    | 9     | 2.3/7                   | 8.25                      | 2               | 7            |
| 2      | "I Believe You Conrad"                | 4.8    | 8     | 2.1/6                   | 7.35                      | 3               | 12           |
| 3      | "Hope You're Good, Smiley Face"       | 4.8    | 8     | 1.8/5                   | 7.29                      | 3               | 7            |
| 4      | "Pulling the Goalie"                  | 4.7    | 8     | 2.0/6                   | 7.32                      | 2               | 7            |
| 5      | "You Lost Me With The Cinder Block"   | 4.7    | 8     | 1.9/6                   | 7.18                      | 1               | 6            |
| 6      | "The Last Thing I Said Was"           | 4.3    | 7     | 1.7/5                   | 6.60                      | 3               | 8            |
| 7      | "Destiny, Meet My Daughter, Veronica" | 4.4    | 7     | 1.7/5                   | 6.68                      | 3               | 8            |
| 8      | "I'm Not That Kind of Girl"           | 5.1    | 8     | 2.0/6                   | 7.76                      | 1               | 6            |
| 9      | "Some of Us Have Been to the Desert"  | 4.5    | 7     | 1.8/5                   | 7.14                      | TBA             | TBA          |
| 10     | "I Saw This Pig and I Thought of You" | TBA    | TBA   | 1.8/5                   | 7.37                      | TBA             | TBA          |

## Distribuição Internacional
| Country   | Channel       | Notes                                                                   |
| --------- | ------------- | ----------------------------------------------------------------------- |
| Australia | Seven Network | 10:30 segunda-feira 9:30 então, mudou-se para 7Two                      |
| Australia | 7Two          | TBA                                                                     |
| Holanda   | RTL 5         | 8:30pm Tuesday                                                          |
| Portugal  | FOX Life      | Quintas, 22:15                                                          |
| Brasil    | Liv           | Terças, 21:00 (reprise da semana anterior) e às 22:00 episódio inédito. |